# Jiří Pěnička
Jiří Pěnička ( 20. května 1932 – 10. března 2018) byl český silniční motocyklový závodník. Pocházel z Jilemnice.
V Mistrovství Československa silničních motocyklů startoval ve třídě do 175 cm³ na motocyklu ČZ od roku 1961. Nejlépe skončil na celkovém devátém místě v roce 1967, kdy byla třída do 175 cm³ naposledy vypsána. Jeho nejlepším výsledkem v jednotlivém závodě Mistrovství Československa je 4. místo v Ostravě v roce 1967.

## Úspěchy
- Mistrovství Československa silničních motocyklů – celková klasifikace
  - 1961 do 175 cm³ – nebodoval – ČZ
  - 1961 do 250 cm³ – nebodoval – ČZ
  - 1962 do 175 cm³ – 17. místo – ČZ
  - 1963 do 175 cm³ – 12. místo – ČZ
  - 1964 do 175 cm³ – 13. místo – ČZ
  - 1965 do 175 cm³ – 12. místo – ČZ
  - 1966 do 175 cm³ – 15. místo – ČZ
  - 1967 do 175 cm³ – 9. místo – ČZ